# Чон Иль Гван
Чон Иль Гван (кор. 정일관; род. 30 октября 1992, Саривон) — северокорейский футболист, нападающий клуба «Ремён» и сборной КНДР.

## Игровая карьера

### Клубная карьера
С 2011 по 2017 годы Чон играл на родине за «Римёнсу».
В июле 2017 года перешёл в швейцарский «Люцерн», с которым подписал двухлетний контракт. Сыграв 4 матча за эту команду, он перешёл на правах аренды в «Виль», за который сыграл 2 матча.
В 2018 году вернулся на родину и продолжил карьеру в «Римёнсу», с которым в 2022 году выиграл Кубок Хвэбул.

### Карьера в сборной
Играл за сборную КНДР в футбольном турнире на летних Азиатских играх 2014 года, на котором забил 5 мячей, а «Чхоллима» завоевали серебряные медали.
В составе сборной КНДР играл на Кубке Азии 2015 года и Кубке Азии 2019 года, на которых «Чхоллима» не вышла из группы, занимая последнее место.
За сборную КНДР забил 29 голов, благодаря чему является лучшим бомбардиром в истории сборной.

## Достижения
«Римёнсу»
- Обладатель Кубка Хвэбул[англ.] (1): 2022